# Hoodoo Man Blues
Hoodoo Man Blues — дебютний студійний альбом американського блюзового музиканта Джуніора Веллса, випущений лейблом Delmark Records в 1965 році. 
У 1984 році альбом занесено до Зали слави блюзу.

## Список композицій
1. «Snatch It Back and Hold It» (Джуніор Веллс) — 2:53
2. «Ships on the Oceans» (Джуніор Веллс) — 4:07
3. «Good Morning Schoolgirl» (Сонні Бой Вільямсон I) — 3:50
4. «Hound Dog» (Джеррі Лейбер, Майк Столлер) — 2:12
5. «In the Wee Wee Hours» (Джуніор Веллс) — 3:42
6. «Hey Lawdy Mama» (народна) — 3:10
7. «Hoodoo Man Blues» (Джуніор Веллс, Сонні Бой Вільямсон) — 2:49
8. «Early in the Morning» (народна) — 4:44
9. «We're Ready» (Бадді Гай, Джуніор Веллс) — 3:33
10. «You Don't Love Me, Baby» (Віллі Коббс) — 2:58
11. «Chitlin Con Carne» (Кенні Беррелл) — 2:12
12. «Yonder Wall» (Елмор Джеймс) — 4:10

## Учасники запису
- Джуніор Веллс — вокал, губна гармоніка
- Бадді Гай — вокал, гітара
- Джек Маєрс — бас-гітара
- Білл Воррен — ударні

Технічний персонал
- Роберт Кестер — продюсер
- Збігнев Ястжебський — дизайн обкладинки
- Грег Робертс — фотограф (фото на обороті)